# Fuck (группа)
Fuck — американская инди-рок-группа, образованная в городе Окленд (Калифорния) в 1993. Состав группы: Тимоти Прадом (англ. Timothy Prudhomme), Джеоф Соул (англ. Geoff Soule), Кайл Стейтем (англ. Kyle Statham), Теодор Эллизион (англ. Theodore Ellison). Они записывались на множестве лейблов, включая Matador Records и Homesleep Records в Италии.

## История группы
Группа образовалась в 1993 году, в городе Окленд (Калифорния). Члены группы встретились в полицейском участке, где они содержались в камере на протяжении пары дней. В тюрьме они написали несколько песен. Группа выпускает одноименную кассету и сингл MonkeyBeautyShotgun на собственной студии Rhesus Records в 1994 году. В 1996 году группа выпускает свой второй альбом Pretty…Slow. Этот альбом в итоге был выпущен на трёх небольших лейблах, каждый из которых был ответственный за распространение и продажу своей части компакт-дисков.
Третий альбом, Baby Loves a Funny Bunny, был также выпущен в 1996 году.
Затем группа подписывает контракт с Matador Records, на котором выпускает альбомы Pardon My French в 1997 году и Conduct в 1998. По словам Тимоти Прадома, маркетинговый директор Matador Records говорил им, что группа должна поменять своё имя, но они отказались.
После альбома Conduct группа разрывает контракт с Matador Records и часто меняет лейблы. В 2001 году они выпускают два альбома на двух различных лейблах: Cupid’s Cactus выпущен на независимом лейбле Стива Шили (англ. Steve Shelley), Smells Like Records, а Gold Bricks выпущен на Homesleep. Альбом Those Are Not My Bongos выпущен в 2003 году и на Homesleep, и на Future Farmer Records; позднее они выпустили Gold Bricks в США в 2004 году.
По состоянию на настоящий момент, Fuck приняли участие более чем в 400 концертах и записывались на девяти различных лейблах. Участники группы живут сейчас на противоположных побережьях США: Прадом живёт в Нью-Йорке, а остальные живут в области залива Сан-Франциско. Сайт группы сообщает, что новый альбом группы был закончен в январе 2007 года, но ни выпускающий лейбл, ни дата релиза не были названы.

## Дискография

### Альбомы
- Fuck (cassette) — Rhesus — 1994
- Pretty…Slow (CD) — Rhesus — 1996
- Baby Loves a Funny Bunny (CD) — Rhesus — 1996
- Pardon My French (CD) — Matador — 1997
- Conduct (CD) — Matador — 1998
- Gold Bricks (CD) — Homesleep Records — 2001
- Cupid’s Cactus (CD) — Smells Like Records — 2001
- Those Are Not My Bongos (CD) — Homesleep Records — 2003

### Синглы
- «MonkeyBeautyShotgun» (7") — Rhesus — 1994
- «LikeyouButterflySomewheres» (7") — Rhesus — 1995
- «Fish or Fry» (7") — Academy of Chess and Checkers — 1996
- «TetherFuckmotel» (7") — Jagjaguwar — 1997
- «Tocotronic» (7") — Rhesus — 1998
- «Moxie» (7") — Rhesus — 1998
- «Yuppie Flu» (7") — Rhesus — 1999
- «BlindbeautyMadeup» (7") — Speakerphone Recordings — 1999
- «Mumble And Peg» (7") — Vaccination Records — 1999
- «Pee» (7") — Cool Beans Records — 2000
- Homesleep Singles Club #4 (CD) — Homesleep Records — 2003